# Внегалактическая астрономия

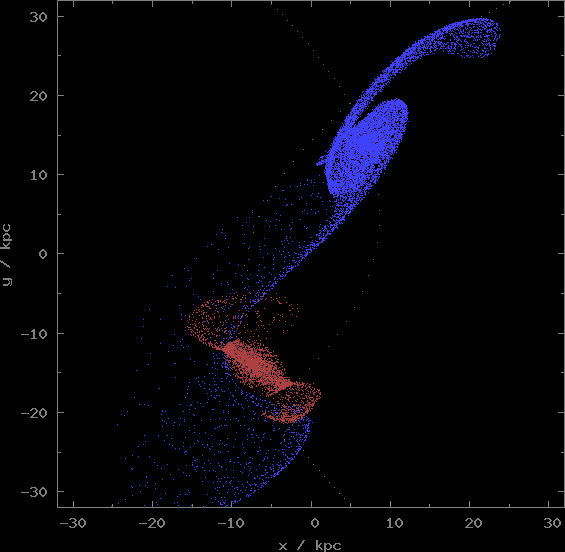
Моделирование: встреча и взаимодействие галактик

Внегалактическая астрономия — раздел астрономии, изучающий объекты за пределами нашей галактики.
Первыми обнаруженными внегалактическими объектами являются цефеиды, обнаруженные в 1920-е годы в спиральных туманностях (галактиках) Эдвином Хабблом, когда стало ясно, что до таких далёких объектов, как галактики, очень далеко. До второй мировой войны исследование галактик велось только в видимом диапазоне. Технологическое развитие позволило наблюдать внегалактические объекты во всех областях электромагнитного спектра. Благодаря этому и повышению чувствительности современных телескопов и инструменты в дополнение к звёздам и туманностям Галактики и новые явления, такие, как активные ядра галактик, газ и пыль в межзвёздной среде галактик и, наконец, космического фонового излучения.
Обычная мера внегалактических расстояний — мегапарсек, сокращенно Мпк, соответствует расстоянию 1 млн. парсек, или 3262 тысячи световых лет. Ближайшие к нам галактики, Магеллановы облака лежат на расстоянии около 0,05 Мпк.